# Paul Verlaine
Paul Marie Verlaine (Metz, 30 maart 1844 – Parijs, 8 januari 1896) was een Frans dichter.

## Levensloop

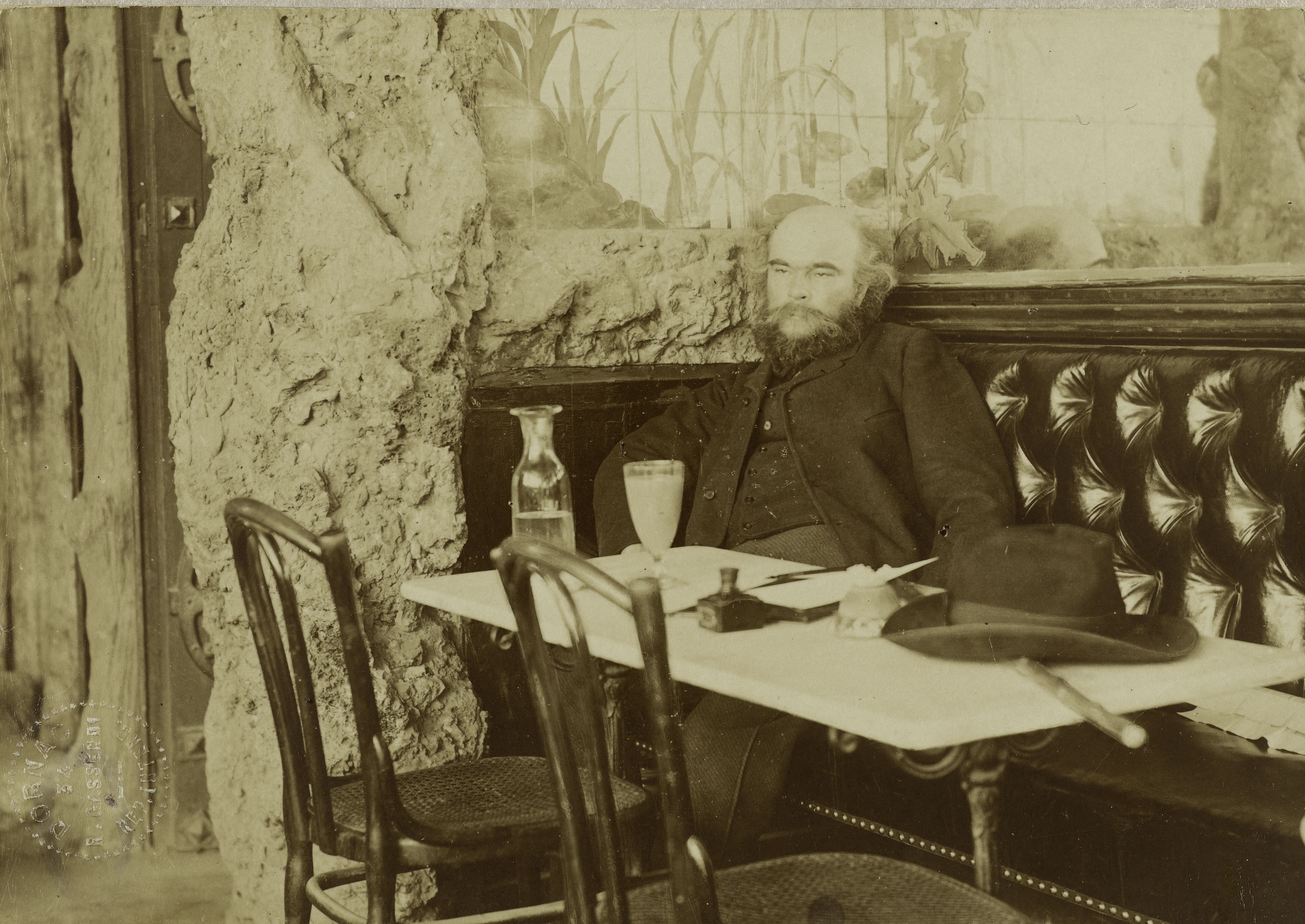
Verlaine die absint drinkt in het Café François I in 1892, (foto door Paul Marsan Dornac)

Verlaines vader was kapitein in het leger. Zijn familie trok naar Parijs, nadat de vader zijn carrière beëindigd had. Paul Verlaine studeerde rechten in Parijs, maar de literatuur trok aan hem en hij stopte met zijn studie. Hij ging werken op het gemeentehuis en besteedde de rest van de tijd aan de poëzie.
Hij trouwde in 1870 met Mathilde Mauté, aan wie hij de bundel La bonne chanson opdroeg. Verlaine werd alcoholist en dronk vooral absint. Hierdoor kwam het steeds opnieuw tot uitbarstingen van geweld tegen zijn moeder en zijn vrouw. In 1871 begon hij een relatie met de 17-jarige dichter Arthur Rimbaud, die vlak na zijn aankomst in Parijs kort bij het gezin inwoonde, maar die later elders in Parijs verbleef. Paul Verlaine verliet zijn vrouw uiteindelijk in 1873 om met Rimbaud naar België en vervolgens naar Engeland te gaan. Daar woonden ze dan een tijdlang in Londen. Beiden verdienden er wat geld als leraar Frans, maar leefden ook van de toelage die Verlaine nog ontving.
In 1873 probeerde Verlaine (in een staat van dronkenschap) Rimbaud neer te schieten in hun hotelkamer in Brussel. Hij raakte hem in zijn pols. Als gevolg van de schietpartij werd hij veroordeeld tot een gevangenisstraf van 18 maanden. Rimbaud vertrok hierna weer naar Parijs. Na zijn vrijlating zouden ze elkaar nog eenmaal treffen. Vanaf 1875 probeerde Verlaine terug te keren naar een burgerlijk leven. Hij verdiende zijn levensonderhoud als leraar Frans in Engeland. Nadat hij terugkeerde naar Frankrijk, gaf hij les in de Engelse taal. Met een van zijn leerlingen (Lucien Létinois, die hij zijn adoptiefzoon noemde) probeerde hij zonder succes een boerenbestaan op te bouwen.

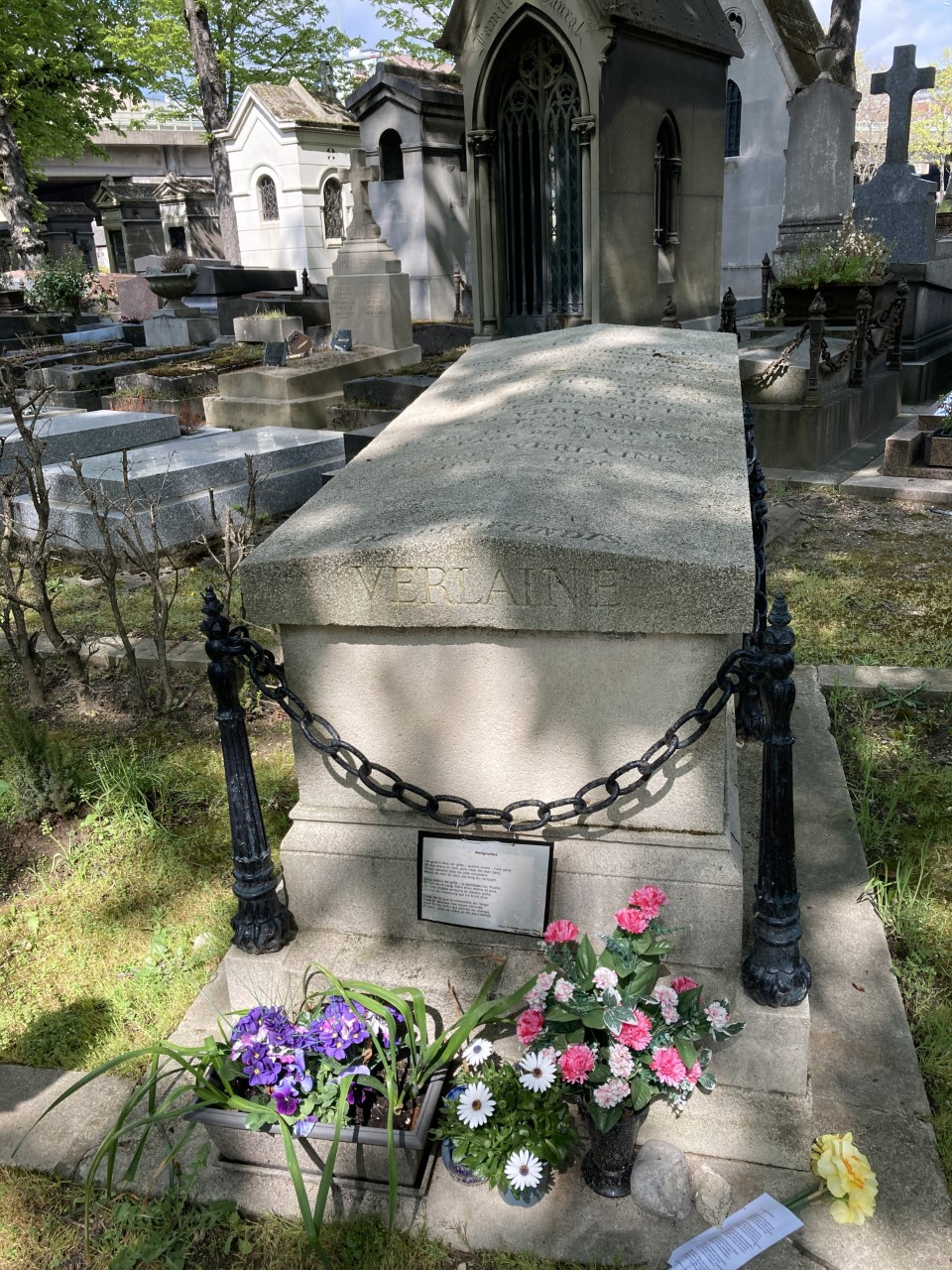
Graftombe van Paul Verlaine.

In 1880 trok Verlaine naar Parijs en begon opnieuw zijn tijd in cafés en bordelen door te brengen. Hij woonde in armzalige omstandigheden bij prostituees en vrienden. In die tijd genoot hij enige bekendheid door zijn literaire publicaties, maar desondanks stierf hij verarmd en eenzaam. Na zijn dood in januari 1896 werd zijn lichaam begraven op het Cimetière des Batignolles bij Parijs.

## Betekenis in de literatuur

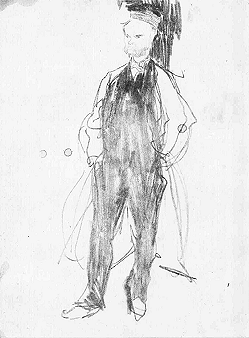
Verlaine bij zijn bezoek aan Nederland in 1892, getekend door Isaac Israëls

Hij stelde in 1884 de bundel les poètes maudits samen, waarin hij de werken van Corbière, Rimbaud, Mallarmé en Pauvre Lelian (anagram van Paul Verlaine) bijeenbracht. De gedichten van deze dichters werden erg populair onder het grote publiek. Dat was opmerkelijk, omdat hun gedichten moeilijk te lezen zijn en nooit populair waren geweest.
Verlaine werd met zijn werk een van de leidende Franse dichters van het symbolisme en decadentisme en beïnvloedde vele anderen. Zijn gedichten zijn muzikaal en proberen de schakeringen uit het gevoelsleven tot uiting te brengen. Paul Verlaine volgde het devies: "De la musique avant toute chose." Zowel morbide erotiek als religieus gefundeerde mystiek komt in zijn werk aan de orde. Daarmee beïnvloedde Verlaine de neoromantische beweging. Zijn gedicht "Art poétique" werd een manifest van de symbolisten. Verlaine vond de klank van een gedicht belangrijker dan de inhoud.
Paul Verlaine wordt, in de geest van Baudelaire, gezien als een van de grootste Franse dichters.

## Film
Het leven van Paul Verlaine en Arthur Rimbaud werd in 1995 door Agnieszka Holland onder de titel Total Eclipse verfilmd.

## Liederen
Gedichten van Verlaine werden op muziek gezet door bijvoorbeeld Gabriel Fauré, Ernest Chausson, Claude Debussy, Reynaldo Hahn en Sylvio Lazzari.

## 'Les sanglots longs...'
Een aantal regels uit het gedicht Chanson d'automne uit de bundel 'Poèmes saturniens' (1866) werd gebruikt om de Franse Maquis te laten weten dat de invasie in Normandië aanstaande was.

## Bibliografie

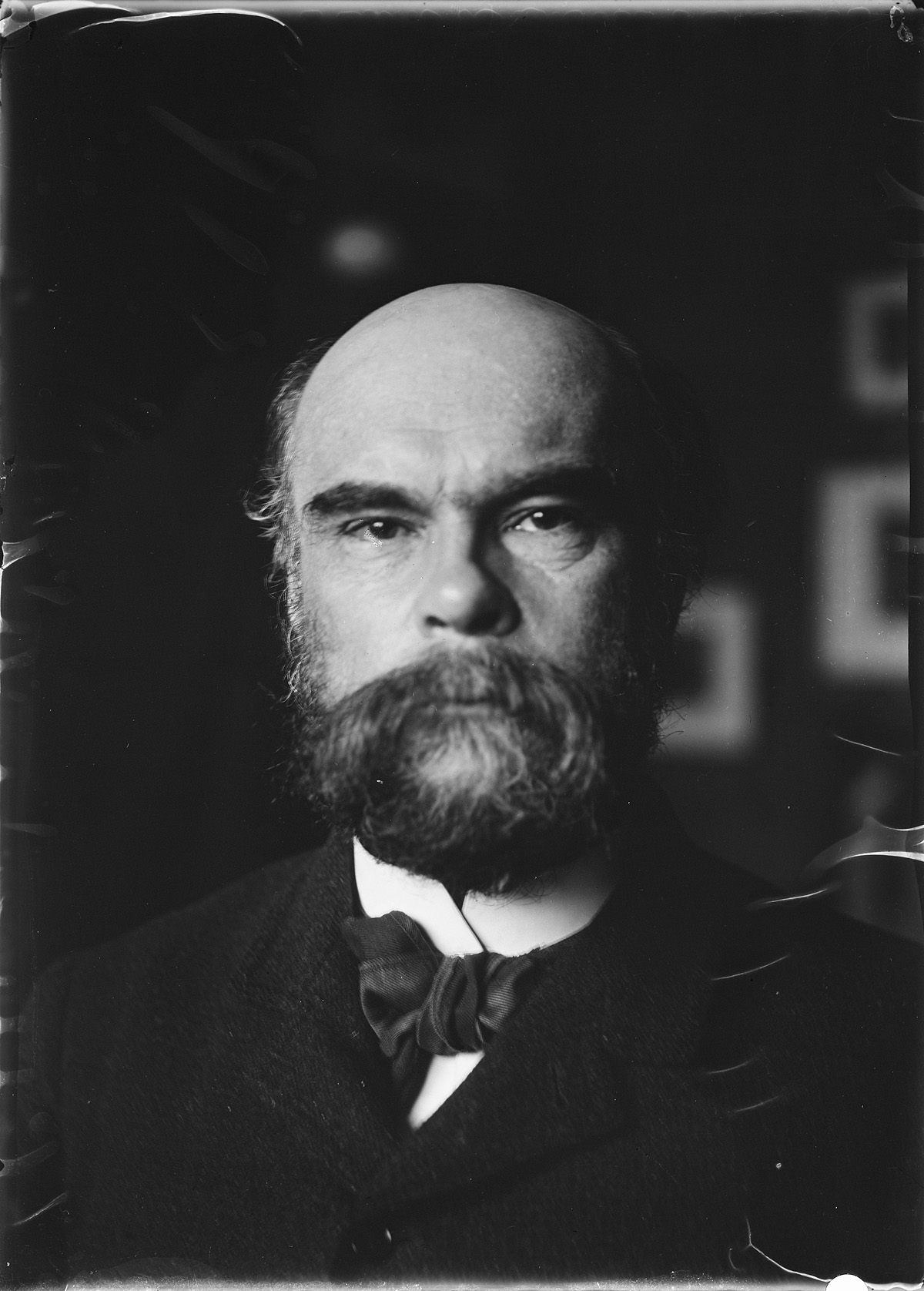
Verlaine in 1892 (foto Willem Witsen)

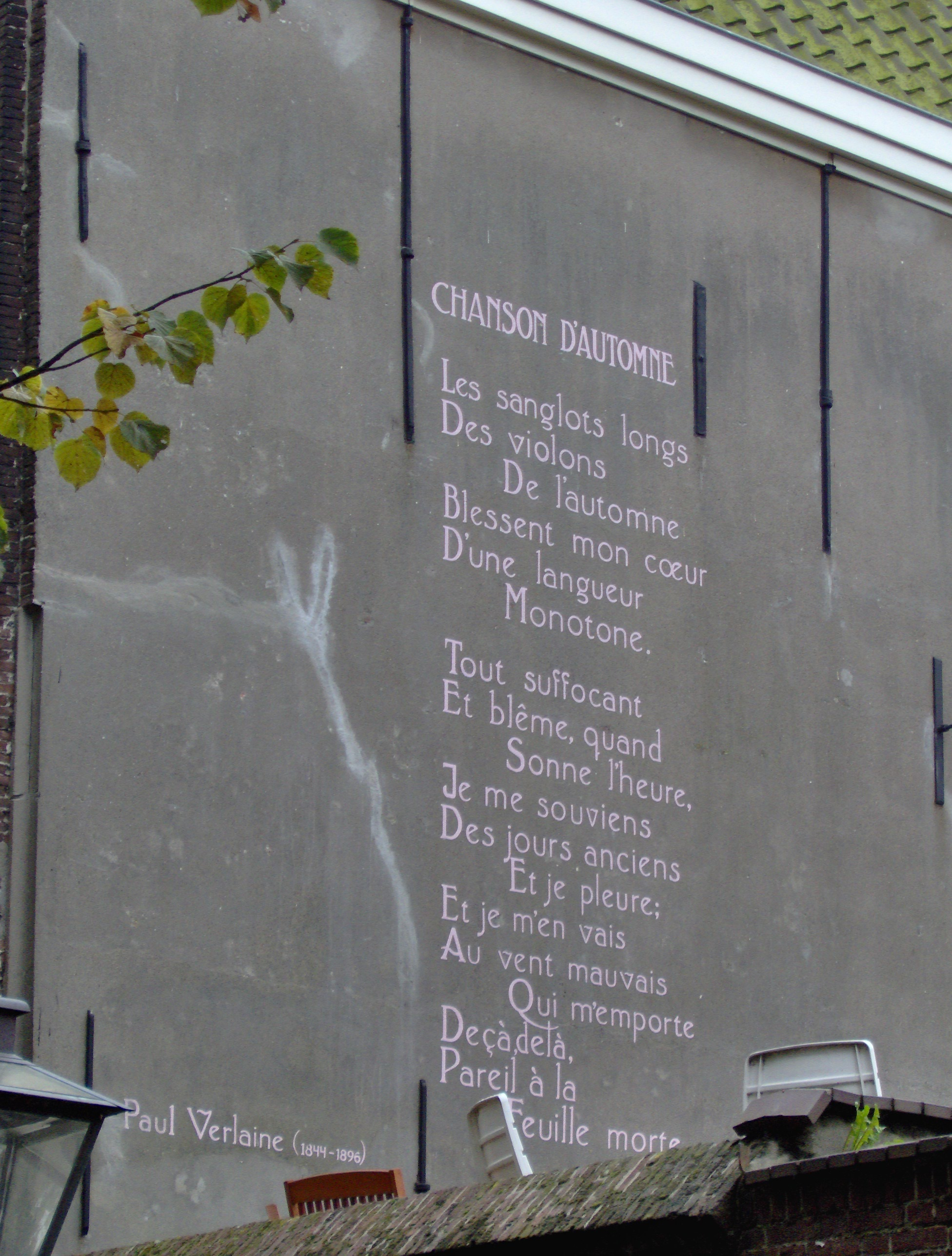
Chanson d'automne op een muur in Leiden